# 普遍例化
普遍例化（ふへんれいか、英: Universal instantiation）は、論理学において、あるクラスの全ての個体について真であることからそのクラスの特定の個体について真であると推論すること。全称量化子による量化規則で一般に表されるが、公理としても記述できる。これは、一階述語論理で使われる基本原則の1つである。
例:「全ての犬は動物である。ポチは犬である。従って、ポチは動物である」
ある項 a について公理スキーマとして記号的に表すと以下のようになる。
{\displaystyle \forall x\,A(x)\Rightarrow A(a/x)}
ここで {\displaystyle A(a/x)} は A における x の自由な出現を a で置換した結果を表す。
推論規則としては次のように記述される。
from ⊢ ∀x A infer ⊢ A(a/x)
ここでの A(a/x) も上と同じ意味である。
Irving Copi は普遍例化について「… ゲルハルト・ゲンツェンと Stanislaw Jaskowski が1934年にそれぞれ独自に生み出した自然演繹の規則のバリエーションに従う」と記している。（-pg. 71. Symbolic Logic; 5th ed.）